# غرومان تي بي إف آفنجرز
غرومان تي بي إف آفنجرز هي قاذفة طوربيد أمريكية من حقبة الحرب العالمية الثانية، طُورت في البداية لصالح البحرية الأمريكية وسلاح مشاة البحرية، واستخدمت في النهاية من قبل العديد من خدمات الطيران الجوي والبحري حول العالم.